# Криоскопия
Криоскопия (от греч. κρύο — холод и греч. σκοπέω смотрю) — метод исследования растворов, в основе которого лежит измерение понижения точки замерзания (англ. Freezing-point depression) раствора по сравнению с температурой замерзания чистого растворителя. Был предложен Франсуа Раулем в 1882 году, а в 1888 году испытан на практике и описан в двух монографиях английским физикохимиком сэром Чарльзом Брайаном Блэгденом.
Давление пара над раствором нелетучего вещества практически полностью определяется давлением пара растворителя и может быть выражено уравнением (согласно закону Рауля):
{\displaystyle p_{1}=p_{1}^{0}\cdot x_{1}}
где {\displaystyle x_{1}} — мольная доля растворителя.
Видно, что оно ниже, чем давление пара над чистым растворителем, и снижается с ростом концентрации растворенного вещества.
В то же время при замерзании раствора давление пара над твердой фазой должно быть равно давлению пара над жидкостью. Если при замерзании раствора выделяется чистый растворитель, то давление пара над жидким раствором должно быть равно давлению пара над твердым чистым растворителем. Как было показано выше, давление пара над раствором ниже давления пара над чистым жидким растворителем, а следовательно, и соответствующее температуре замерзания равновесие для раствора будет устанавливаться при меньших температурах, чем для чистого растворителя. Это явление имеет важное значение в природе и технике.
Из приведенного выше выражения (закона Рауля), с учетом уравнения Клапейрона — Клаузиуса можно показать, что изменение температуры кристаллизации {\displaystyle \Delta T_{cr}} для разбавленных растворов может быть рассчитано по формуле:
{\displaystyle \Delta T_{cr}=\left[{\frac {R\cdot (T_{cr}^{0})^{2}M_{1}}{\Delta H_{cr}\cdot \rho _{1}}}\right]\cdot n_{2}}
где {\displaystyle \Delta H_{cr}} — энтальпия замерзания (кристаллизации);
{\displaystyle M_{1}} — молярная масса растворителя;
{\displaystyle \rho _{1}} — плотность растворителя;
{\displaystyle n_{2}} — моляльная концентрация растворенного вещества.
Здесь выражение в квадратных скобках зависит только от природы растворителя — это так называемая криоскопическая постоянная растворителя k:
{\displaystyle \Delta T_{cr}=k\cdot n_{2}}
Для воды k = 1,86 K, для железа 110 K.
Измеряя {\displaystyle \Delta T_{cr}}, можно определить молярную массу растворенного вещества, в соответствии с выражением:
{\displaystyle M_{2}={\frac {k\cdot a}{\Delta T_{cr}}}}
где a — число граммов растворенного вещества, приходящееся на 1000 граммов растворителя.
Криоскопия может быть использована для определения активности растворителя, в соответствии с соотношением:
{\displaystyle \ln a_{1}=-{\frac {\Delta H_{cr}}{RT_{cr}^{0}T_{cr}}}\Delta T_{cr}}
Кроме того, с помощью криоскопии можно определять степень диссоциации слабых электролитов, чистоту вещества, изучать комплексообразование в растворах и пр.